# تمرین (مجموعه تلوزیونی)
تمرین (به انگلیسی: The Rehearsal) یک مجموعه تلویزیونی مستند کمدی آمریکایست که توسط نیتان فیلدر ساخته، نویسندگی، کارگردانی و بازی شده‌است. در ۱۵ ژوئیه ۲۰۲۲ برای نخستین بار از اچ‌بی‌او پخش شد. در تمرین، نیتان به مردم عادی کمک می‌کند تا مکالمات دشوار یا رویدادهای سخت زندگی خود را در مکان‌ها و بازیگرانی که برای بازسازی موقعیت‌های واقعی استخدام شده‌اند، تمرین کنند. موقعیت‌ها می‌توانند مانند اعتراف به دروغی در مورد مدرک تحصیلی ساده و بی‌اهمیت یا مانند تجربه داشتن کودکی، پیچیده‌تر و سخت‌تر باشند. فیلدر سالن‌های کامل و عجیب غریبی را سفارش می‌دهد تا جزئیات تمرین را کامل بازسازی کند، بازیگرانی را استخدام می‌کند تا در این سالن‌ها زندگی کنند و ده‌ها بار حالت‌های مختلف صحبت با مشتریانش را مرور می‌کند. اطلاعات مورد استفاده برای آموزش بازیگران و ساخت دکوراسیون‌ها و سالن‌ها اغلب بدون اطلاع افراد جمع‌آوری می‌شود.

## تولید
ایدهٔ تمرین از سریال قبلی فیدلر با نام نیتن برای تو شکل گرفت. فیلدر و تیمش در مراحل آماده‌سازی برای مجموعه قبلی، سناریوهایی را نقش‌آفرینی می‌کردند تا پیش‌بینی کنند که مردم چگونه به پیشنهادها مضحک او واکنش نشان می‌دهند، تمرین‌هایی که اغلب اشتباه از آب درمی‌آمدند.
کمدی این مجموعه گاهی از خرج‌های هنگفت آن برای ساخت دکور و محیط تمرین حاصل می‌شود. در قسمت اول، فیلدر یک کپی کامل از باری که در آن مکالمه دشوار سوژه قرار است انجام شود می‌سازد. او همچنین یک کپی از خانه سوژه می‌سازد تا اولین مکالمه با اون را تمرین کند.

## انتشار
این سریال اولین بار در سال ۲۰۱۹ به عنوان بخشی از قرارداد فیلدر با HBO پخش شد. عنوان تمرین در ژوئن ۲۰۲۱ فاش شد. در ژوئن ۲۰۲۲، یک تیزر و پوستری با تاریخ انتشار ۱۵ ژوئیه ۲۰۲۲ منتشر شد.

## نقدها
وب‌سایت جمع‌آوری نقد راتن تومیتوز، بر اساس ۳۸ بررسی منتقد، میانگین امتیاز ۹٫۲/۱۰ را گزارش کرد. اجماع منتقدان این وب‌سایت می‌گوید: «تمرین به ناتان فیلدر فرصت داده تا کمدی پوچ‌گرایانه‌اش را به نهایت برسد، که اون با اعتمادبه‌نفسی بی‌حس از آن گذر می‌کند. این ممکن است خنده‌دارترین شاهکار او باشد.» متاکریتیک، بر اساس ۲۲ منتقد، امتیاز ۸۹ از ۱۰۰ را به این مجموعه اختصاص داده‌است که نشان دهنده «تحسین جهانی» است.
جیمز پونیوزیک در نیویورک تایمز نوشت: «نمایش تمرین یک هسته فلسفی دارد: آیا ممکن است شخص دیگری را واقعاً درک کرد؟ و جنبه لطیف و حتی زیبایی در لحظات سورئال آن وجود دارد.» تمرین با کار چارلی کافمن در نیویورک، جز به کل مقایسه شده‌است. این نمایش به عنوان یک جانشین معنوی برای نیتن برای تو توصیف شده‌است، زیرا هر دو برنامه اساس بر این دارند که فیلدر به مردم عادی، به روش طنزی کمک می‌کند.